# 日産トレーデイング
日産トレーデイング株式会社（にっさんトレーディング、英: NISSAN TRADING CO., LTD.）は、日産自動車（以下、日産）グループ内における商社である。略称は「NITCO（ニトコ）」。

## 概要
1978年4月に日産の全額出資で設立以来、主に日産グループ内に向けて機械・原材料・完成車やその部品の輸出入などを手掛けてきた。
一般向けのビジネスとしては、1989年～1993年の間ロンドンタクシーの輸入権を保持し、日産ディーゼル（現・UDトラックス）のディーラー網を通じて販売した他、2006年～2012年までルノー車の輸入権を保持し「ルノー・ジャポン」名義でルノー車を販売するなどの展開があった。

## 主な事業
- 部品ビジネス
- 機械ビジネス
- 鉄鋼ビジネス
- 非鉄金属ビジネス
- 自動車ビジネス
- 原燃料ビジネス
- 化学品ビジネス

## 沿革
- 1978年4月 設立
- 2006年11月 ルノー・ジャポン株式会社を合併。[5]
- 2015年4月 当社グループの組織再編を実施。[6]

## リンク
- 日産トレーデイング株式会社
- 日産トレーデイングオペレーションジャパン株式会社
- 株式会社九州鉄鋼センター
- Nissan for Aid & Development organizations | Nissan Trading Co., Ltd. - アジア・中南米・中近東・アフリカ方面の国々を任地とする日本を含む世界中の外交官・政府関係者・国際機関職員などが対象の日産車販売Webサイト